# Francisco de Toledo

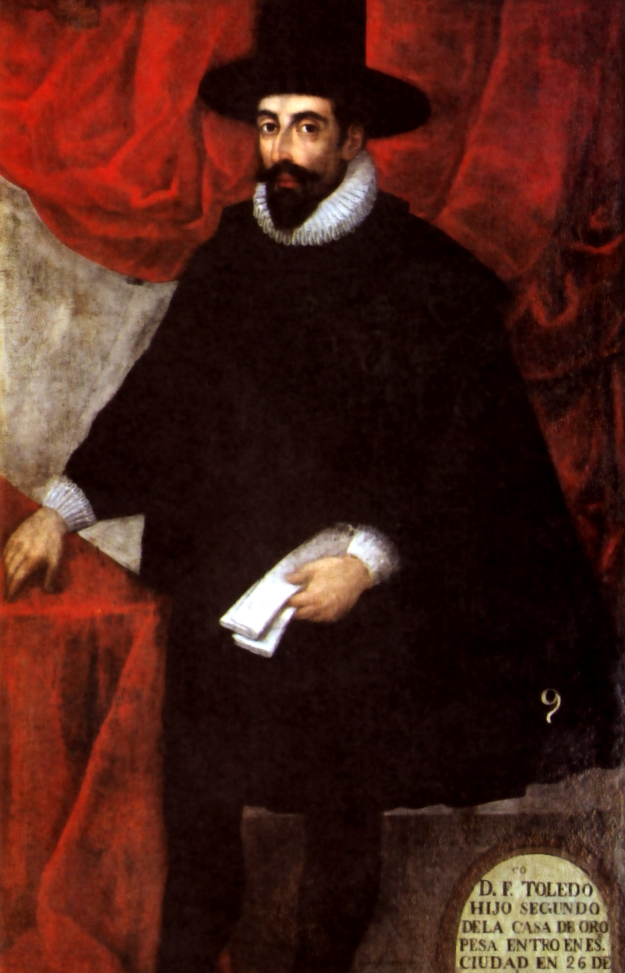
Francisco de Toledo, vice-rei do Peru

Francisco Álvarez de Toledo (1515, Oropesa—1584, Sevilha), foi um nobre e militar espanhol, vice-rei do Peru.

## Vida
Soldado do Reino da Espanha e o quinto vice-rei do Peru. Muitas vezes considerado como o "melhor dos vice-reis do Peru", ele é frequentemente denunciado pelo impacto negativo que sua administração teve sobre os povos indígenas do Peru.
Toledo trouxe estabilidade a um tumultuado vice-reinado da Espanha e promulgou reformas administrativas que mudaram o caráter do domínio colonial espanhol e a relação entre os povos indígenas dos Andes e seus senhores espanhóis. Com uma política chamada "reduções", Toledo realocou à força grande parte dos povos indígenas do Peru e da Bolívia em novos assentamentos, a fim de impor sua cristianização, cobrar tributos e impostos e reunir mão de obra indígena para trabalhar em minas e outras empresas espanholas. Ele foi condenado pelas reduções, expandindo o trabalho forçado exigido dos povos indígenas sob a mit'a do Império Inca, e executando Túpac Amaru, o último chefe inca do Estado Neo-Inca em Vilcabamba.
 

Toledo ocupou o cargo de vice-rei de 30 de novembro de 1569 até 1º de maio de 1581, um total de onze anos e cinco meses. Ele foi elogiado como o "organizador supremo" do imenso vice-reinado, dando-lhe uma estrutura legal e fortalecendo as instituições pelas quais a colônia espanhola funcionou por mais de duzentos anos. O estudioso John Hemming descreveu Toledo como "um dos grandes administradores coloniais do mundo". Ele também o descreveu como "honesto e honrado, mas frio e insensível... autocrático" e "com o temperamento de um asceta".